# Давыдовск
Давыдовск — упразднённый поселок в Змеиногорском районе Алтайского края. Входил в состав Карамышевского сельсовета. Исключен из учётных данных в 1989 году.

## География
Располагался на левом берегу реки Машинка (приток Корболихи), в 3,5 км северо-западу от города Змеиногорска.

## История
Основан в 1925 г. В 1928 г. посёлок Давыдовский состоял из 24 хозяйств. В административном отношении входило в состав Карамышевского сельсовета Змеиногорского района Рубцовского округа Сибирского края.
Решением Алтайского краевого исполнительного комитета от 01.06.1989 года № 199 поселок исключен из учётных данных.

## Население
В 1926 г. в поселке проживало 138 человек (65 мужчин и 73 женщины), основное население — русские.